# Sarcophaga marstoniana
Sarcophaga marstoniana är en tvåvingeart som först beskrevs av Carroll William Dodge 1965.  Sarcophaga marstoniana ingår i släktet Sarcophaga och familjen köttflugor. Inga underarter finns listade i Catalogue of Life.